# Révolte du taro

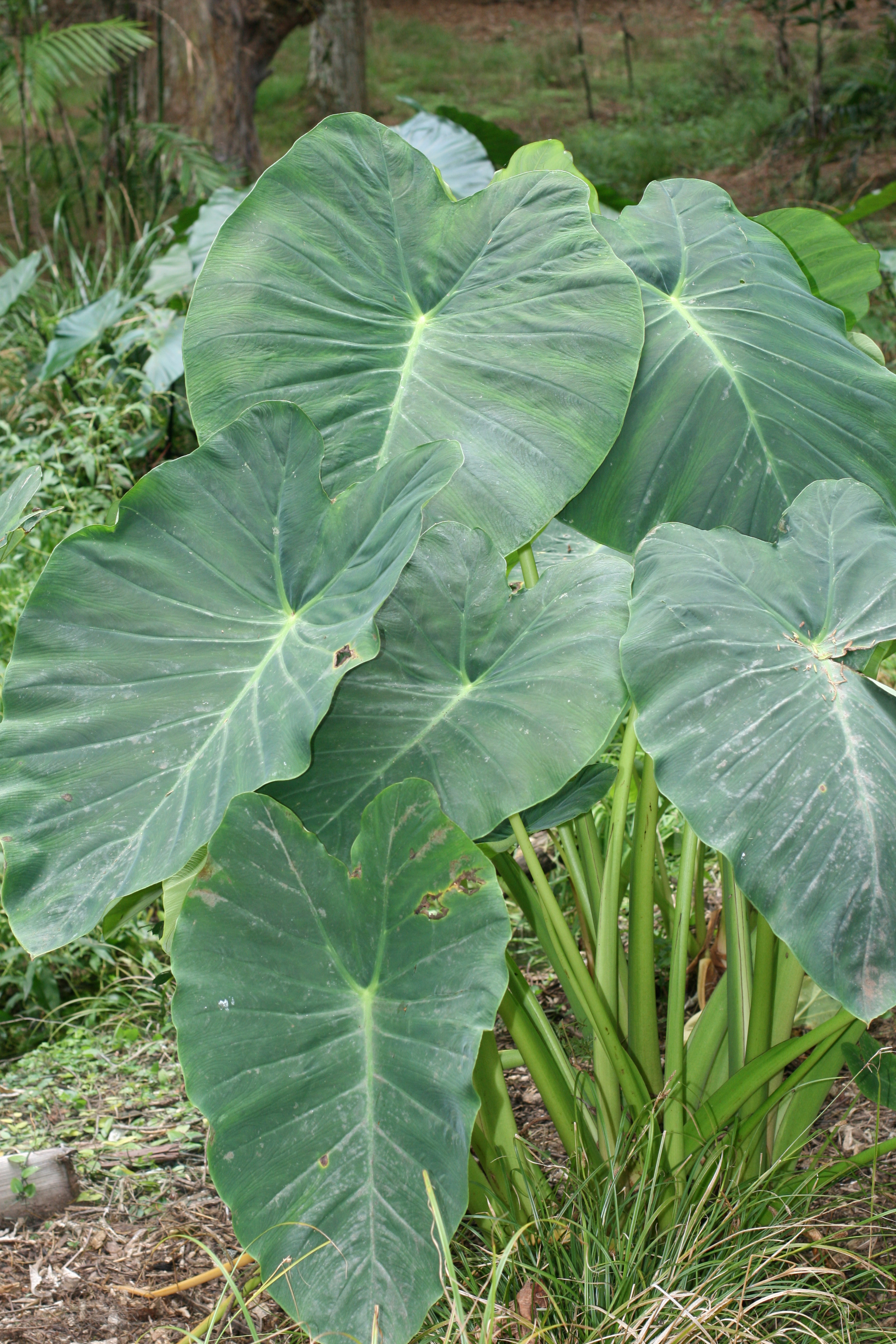
Plant de taro.

La révolte du taro (portugais : Revolta dos inhames), ou émeute du taro (portugais : Motim dos inhames), est une révolte qui s'est produite à la fin du XVIIe siècle dans l'île de São Jorge, notamment dans la municipalité de Calheta et dans les paroisses de Ribeira Seca (pt) et Norte Pequeno (pt), pour protester contre le paiement de la dîme sur la production de taro (Colocasia esculenta).

## Contexte

### Le taro dans l'île de São Jorge
La culture du taro (Colocasia esculenta (L.) Schott), appelée localement ''inhame ou coco, a pris une importance particulière dans l'île de São Jorge, en particulier dans les fajãs de sa partie orientale.

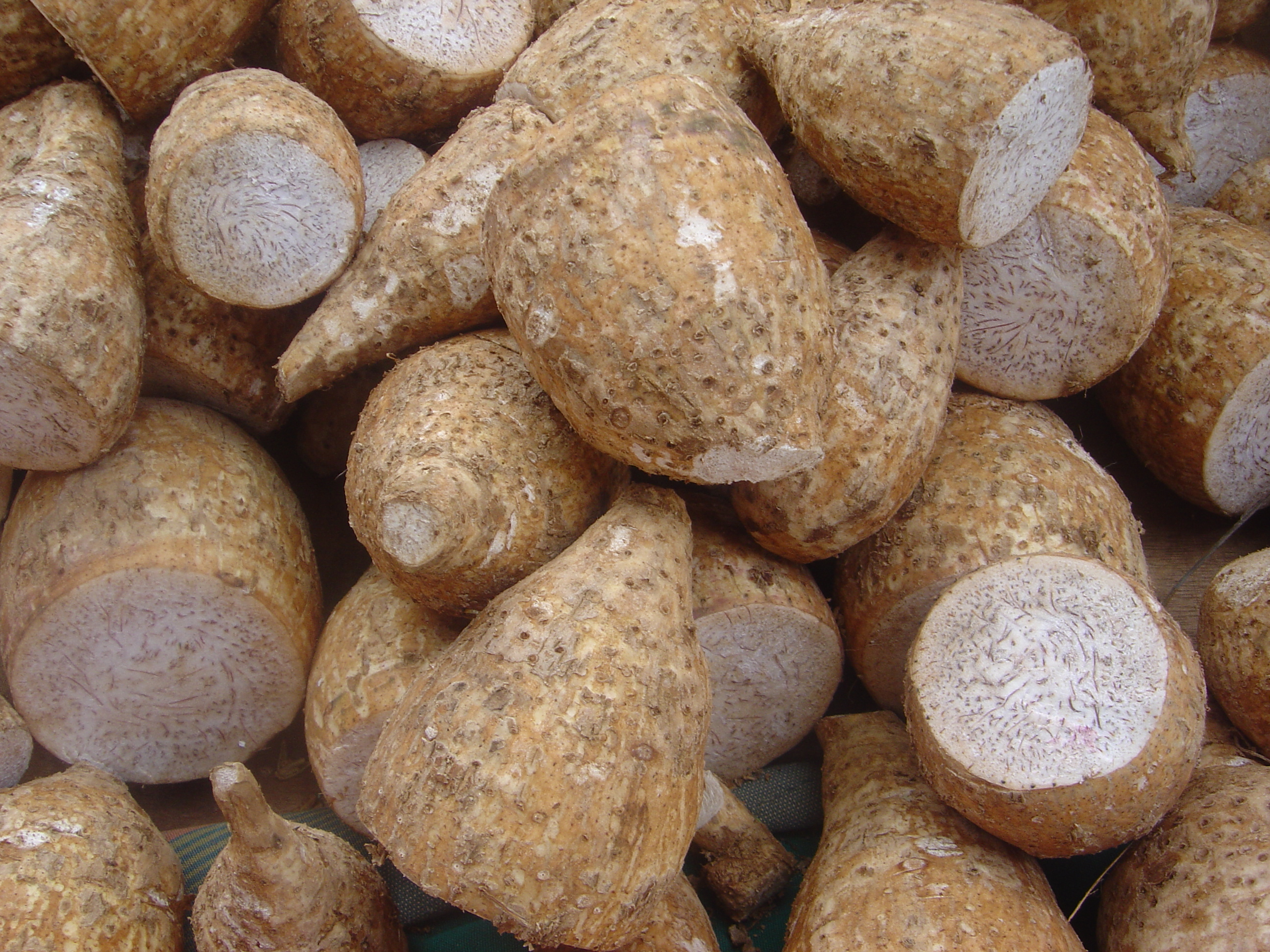
Cormes de taro en vente sur un marché.

Introduit dans l'île au cours du XVIIe siècle, probablement en provenance d'Asie du Sud-Est, le taro a rapidement gagné en popularité parmi la population, car outre qu'on pouvait le cultiver sur des terres marginales, impropres à la culture des céréales qui dominaient alors dans l'île, il constituait une garantie contre la faim, assumant le rôle qu'assumerait, environ un siècle et demi plus tard, la pomme de terre. Avec des cycles de culture pouvant aller jusqu'à 2 ans, le taro était un aliment disponible pour surmonter toute crise frumentaire qui pourrait apparaître, notamment en cas de mauvaise récolte de blé.

Compte tenu de la préférence de la plante pour les endroits gorgés d'eau, et de sa tolérance à l'ombre, les sites de culture favoris étaient les fajãs, situées par endroits le long des falaises, riches en eau et ombragées, et le lit de nombreux ruisseaux, mettant à profit d'étroites plates-formes suspendues sur les falaises autour des chutes d'eau alimentées par les ruisseaux pérennes de cette région. Sur les falaises (appelées « rochas ») de la côte sud de l'île, on peut encore voir des parcelles de taro, vestiges de cultures anciennes retournées à l'état sauvage, poussant dans des endroits où on peine à imaginer qu'un être humain puisse y accéder et encore moins en sortir chargé d'une lourde récolte.

Dans la moitié orientale de l'île, caractérisée par le haut plateau de la Serra do Topo, à environ 800 m au-dessus du niveau de la mer, presque toujours submergée par le brouillard, la culture des céréales était difficile, et se limitait à l'étroite plate-forme qui entoure Vila do Topo  et la partie la plus basse de Santo Antao. Ces conditions, associées à la présence de fajãs et de ruisseaux nombreux et abondants, ont permis au taro de prendre une importance sans comparaison dans le reste des Açores, pour la consommation locale et pour l'exportation vers la Terceira, où, encore au milieu du XXe siècle, on vendait des « inhames-de-água » (taros d'eau) de la commune de Calheta.
Compte tenu de leur valeur pour la production de taro, des parcelles de quelques mètres carrés seulement étaient soumises au cadastre, tant la possession de ce légume était importante pour garantir la sécurité alimentaire.

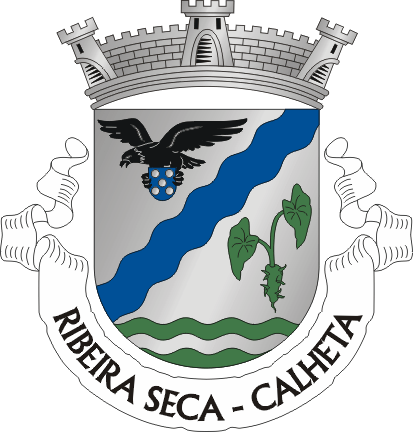
Armoiries de Ribeira Seca, Calheta, avec un plant de taro.

Cette relation extraordinaire avec le taro était si frappante que même aujourd'hui, un peu péjorativement, les habitants de la région sont encore surnommés « inhameiros ». De plus, en souvenir de ce fait (et de la mutinerie) deux feuilles de taro figurent en bonne place dans les armoiries de la municipalité de Calheta et un plant de taro est bien représenté dans le blason de la paroisse de Ribeira Seca, lieu de naissance du chef de la révolte du taro.

### La dîme desmiunçaset desprazos
Les dépenses de la guerre de Restauration ne pouvaient pas être facilement couvertes en augmentant simplement les taxes existantes, essentiellement centrées sur les produits à plus forte valeur commerciale, comme les céréales et la viande. Face au resserrement des finances royales, il a fallu renforcer les mécanismes de génération de recettes fiscales et de taxation des nouvelles productions, élargissant ainsi l'assiette fiscale.
Un nouvel impôt a été créé sous le nom de dîme  des miunças e ervagens. Il taxait au 1/10 toute la production de légumes, d'herbe pour le bétail (y compris dans ce cas, le bétail lui-même) et d'autres petites productions agricoles (d'où la désignation de Miunças). Cette dîme, qui dura aux Açores jusqu'à la mise en place du régime libéral, était, comme c'était la norme à l'époque pour les recettes fiscales, concédée à des particuliers contre paiement d'un revenu fixe au trésor royal, avec la charge de procéder à la collecte et à la vente des produits reçus en paiement.
La collecte des dîmes pour les minanças engendrait un profond rejet, d'autant plus que les collecteurs étaient généralement des marchands et des capitalistes lisboètes qui envoyaient dans les îles des agents qui extorquaient sans pitié ce qui était dû et autant qu'ils pouvaient. À ce mécontentement s'ajouta l'anéantissement des rêves d'une vie meilleure, que la Restauration avait promis mais n'avait pas apporté, et le problème des délais. Les soi-disant délais résultaient de l'existence sur l'île de grands latifundios, qui étaient passés des mains des anciens capitaines du donataire à celles de la haute aristocratie de Lisbonne, et avaient réduit la majorité des paysans de l'île à la misérable condition de fermiers soumis à de lourds fermages. Dans certaines paroisses, les quelques terres allodiales disponibles étaient précisément les rochas et fajãs où étaient cultivées les taros.

Le mécontentement a augmenté au cours du dernier quart du XVIIe siècle, créant des conditions favorables à l'émergence de mouvements de protestation. Tout ce qui manquait, c'était l'étincelle qui échaufferait les esprits.

## La question du taro
Considéré comme de la nourriture pour les esclaves et les pauvres, le taro n'avait jamais été soumis au paiement de la dîme. Ce ne fut donc pas une mince surprise lorsque les habitants des districts de Calheta et Topo ont appris qu'ils devraient la payer.
La situation s'est enlisée. Lorsqu'en 1692 Francisco Lopes Beirão a levé, pour 3 ans, la dîme des miunças e ervagens  de l'île pour un montant de 415 000 réis, il a ordonné à ses agents locaux de faire le siège des contrevenants. Compte tenu des défauts de paiement répétés, il décida en 1694 de demander aux autorités municipales le paiement obligatoire de la dîme, avec la circonstance aggravante que les agriculteurs devraient transporter les taros depuis les champs jusqu’aux lieux de collecte.
Cette dernière exigence a été la goutte qui a fait déborder le mécontentement des paysans : porter des taros sur le dos, des fajãs au village, franchir un dénivelé de 500 ou 600 mètres, ou risquer leur vie en transportant des taros le long des falaises, sur des chemins plus adaptés à des chèvres qu'à des personnes, et enfin les donner pour payer la dîme, leur semblait inhumain. D'autant plus que la dîme sur le blé était collectée à l'aire de battage, la dîme sur le maïs  à la limite des champs, et la dîme sur le vin au pressoir. Ils exigeaient donc du soumissionnaire qu’il la fasse payer à la sortie du site de culture et qu’il monte avec les taros sur le dos.

### Le début des émeutes
Dans ce contexte de protestation et d'indignation généralisées, le 21 juillet 1694, à la demande du soumissionnaire, Amaro Soares de Sousan, sergent-major de la commune de Velas, s'est présenté au Conseil de Calheta. Il  demanda de l'aide pour déplacer plus de 150 résidents de la municipalité de Calheta afin qu'ils répondent devant l'huissier de Velas du non-paiement de la dîme sur les taros des années 1692, 1693 et 1694.
En novembre, certains habitants du village de Ribeira da Areia, village de la côte nord qui appartient aujourd'hui à la paroisse de Norte Grande, municipalité de Velas , mais rattaché alors en partie à Calheta, se sont présentés devant le Conseil de Calheta en se plaignant que les habitants du lieu étaient convoqués, et certains même arrêtés, par des hommes aux ordres du magasinier de Velas. Il s'agissait d'une ingérence inhabituelle et intolérable dans l'indépendance municipale de Calheta, qui a immédiatement conduit le procureur du conseil et le capitaine général de Calheta à envoyer des agents pour expulser les envahisseurs.
Lorsque les responsables de Calheta sont arrivés sur les lieux, il était déjà tard car dans sa Fenix Angrence, le prêtre Manuel Luís Maldonado dit que « alors que le magasinier passait avec 40 hommes au bout du village de Calheta pour arrêter quelques coupables, comme il l'a fait, les gens se sont soulevés si sauvagement et de manière si désordonnée, qu'il a dû se retirer avec ses hommes dans l'église de Nossa Senhora das Neves » - [paroisse de la freguesia de Norte Grande ] — « qu'ils furent encerclés, menacés d'être incendiés et les portes brisées à coups de hache, que le vicaire se rendit sur place, cherchant à apaiser la foule, qu'il n'y parvint pas sans relâcher d'abord ceux qui étaient piégés dans le village... . ... le bruit de la foule grandit, elle se renforça de deux compagnies, formées avec deux capitaines, tous criant qu'ils ne paieraient pas de dîme sans que Sa Majesté ne les commande par mandat spécial ».
Le prêtre João de Sousa Pacheco, alors vicaire de Norte Grande, se précipita vers l'église et réussit à calmer les gens quand, ayant rempli leurs exigences, il brûla au sommet du clocher de l'église et à la vue de tous la liste des personnes citées à comparaître. Après cela, ceux de Velas ont été autorisés à rentrer chez eux et l'affaire semblait résolue.

### Intervention judiciaire
Les São-Jorgiens, naïfs, se sont trompés en pensant que, face à la force, le soumissionnaire n'insisterait pas pour réclamer à nouveau le recouvrement. En effet, lorsque Francisco Lopes Beirão fut informé de la déroute infligée à ses agents, il recourut au pouvoir royal, et le roi ordonna, par lettre datée de Lisbonne le 16 juin 1695, que le corrégidor (inspecteur-général) João de Soveral e Barbuda se rende dans l'île de São Jorge dans le seul but d'identifier et d'arrêter les coupables.
En août 1695, le corregidor Barbuda partit pour les Açores, établissant sa résidence dans l'île voisine de Faial, et commença ses investigations. Face à la résistance continue des São-Jorgiens, au printemps 1696, il demanda au gouverneur du château São João Baptista do Monte Brasil, dans la ville d'Angra , d'envoyer des troupes pour réprimer la rébellion. Ce dernier, le 1er juin 1696, dépêcha 50 soldats de Terceira à São Jorge, les mettant à la disposition du magistrat.
Accompagné de la force militaire, le corregidor  Barbuda entame à Velas, le 22 juin 1696, une campagne d'arrestations et d'interrogatoires, menant une enquête rigoureuse sur les incidents qui se sont produits. Entre autres, le magasinier et le sergent-major de Velas et le capitaine-major et les juges et conseillers de Calheta sont entendus.
L'enquête a conduit à la culpabilité des mutins et des autorités de Calheta qui les avaient défendus. Ainsi, Gonçalo Pereira Machado, le capitaine-major respecté de Calheta et résident de Ribeira Seca, considéré comme le chef de la révolte, a été envoyé en état d'arrestation à Lisbonne, où il est mort à la prison Limoeiro.
Également reconnus coupables, les juges et conseillers de la Chambre de Calheta se sont enfuis et il n'a pas été possible de les arrêter. Bien qu'à un degré moindre, ont également été reconnus coupables  presque tous les habitants de Villa do Topo (qui comprenait alors la paroisse de Santo Antão), Calheta et Nortes (c'est-à-dire Norte Grande et Norte Pequeno).
Malgré la fuite de certains d'entre eux, les biens des « coupables » ont été saisis pour payer les dîmes échues et les intérêts, auxquels s'ajoutent les salaires et autres dépenses du corregedor, des militaires, des juges, y compris les déplacements et la nourriture.
Une grande partie des coupables ont été définitivement ruinés, obligés de vendre tout ce qu'ils possédaient pour rassembler les sommes qu'ils étaient condamnés à payer, et ceux qui n'ont pas pu le faire ont été arrêtés et incarcérés au château de São João Baptista, à la prison d'Angra et aussi à la prison de Horta. Beaucoup y sont morts de maladie, de faim et de désespoir.

## Conséquences
À la suite de la révolte du taro, les relations entre les comtés de São Jorge se sont tendues au cours des siècles suivants, Calheta et Topo se polarisant vers Angra, Velas vers Horta. Les habitants, ruinés par les sommes à payer, ont été plongés dans une misère encore plus grande, aggravée par des crises alimentaires successives (ou frumentaires comme on disait alors) qui ont forcé l'émigration vers le Brésil puis vers les États-Unis d'Amérique.
Le soulèvement fut un moment grave de la vie communautaire des habitants de São Jorge impliqués, et il est encore présent dans les mémoires aujourd'hui, comme l'atteste la présence du taro dans l'héraldique locale.